# Eilífr Goðrúnarson
Eilífr Goðrúnarson war ein isländischer Skalde (Dichter) des 10. und  frühen 11. Jahrhundert. Er wirkte am Hof des Ladejarls Hákon (Håkon Jarl) in Norwegen. Eilífr verfasste neben Gedichten mit heidnisch mythischen Stoffen Gedichte mit christlichen Inhalten.
Biographische Daten sind lediglich bei Snorri Sturluson in der Skáldatal (Skaldenverzeichnis) rudimentär überliefert. Demnach war Eilífr, noch dem herkömmlichen heidnischen Glauben verbunden, zwischen 970 und 995 am Hof Håkon Jarls in Lade, wo er die Preislieder für den Gott Thor verfasste, der Þórsdrápa. Später muss er vermutlich zum Christentum konvertiert sein wegen christlicher Stoffe in seiner überlieferten Dichtung.